# واقعیت (آلبوم دیوید بویی)
واقعیت (انگلیسی: Reality) بیست و چهارمین آلبوم استودیویی موسیقی‌دان انگلیسی دیوید بویی است که ابتدا در ۱۵ سپتامبر ۲۰۰۳ در اروپا و روز بعد در آمریکا منتشر شد. این دومین انتشار بویی تحت ناشر آی‌اس‌او رکوردز او با مشارکت کلمبیا رکوردز بود. در حالی که واقعیت به‌دست بویی و همکارش تونی ویسکانتی تهیه شد، این آلبوم بین ژانویه و مهٔ ۲۰۰۳ در استودیوی لوکینگ گلس در نیویورک سیتی ضبط گردید.
واقعیت در زمان انتشار نقدهای مثبتی از سوی منتقدان موسیقی دریافت کرد و بسیاری بر موسیقی، اشعار، اجراهای آوازی و پیشرفت در ترانه‌سرایی بویی تأکید کردند. این آلبوم در کشورهای متعددی وارد جدول فروش شد و در بریتانیا به رتبهٔ سوم رسید.

## فهرست قطعات
همهٔ ترانه‌ها توسط دیوید بویی (به‌جز آن‌هایی که اشاره شده) نوشته شده‌است.
| فهرست قطعات واقعیت | فهرست قطعات واقعیت                          | فهرست قطعات واقعیت |
| شماره              | نام                                         | مدت                |
| ------------------ | ------------------------------------------- | ------------------ |
| ۱.                 | «ستارهٔ قاتل جدید»                           | ۴:۴۰               |
| ۲.                 | «پابلو پیکاسو» (جاناتان ریچمن)              | ۴:۰۶               |
| ۳.                 | «هرگز پیر نشو»                              | ۴:۲۵               |
| ۴.                 | «تنهاترین مرد»                              | ۴:۱۱               |
| ۵.                 | «به دنبال آب»                               | ۳:۲۸               |
| ۶.                 | «او ماشین بزرگ را رانندگی خواهد کرد»        | ۴:۳۵               |
| ۷.                 | «روزگار»                                    | ۳:۱۹               |
| ۸.                 | «سگ پاییزی ماه را بمباران می‌کند»            | ۴:۰۴               |
| ۹.                 | «مقداری امتحان کن، مقداری بخر» (جرج هریسون) | ۴:۲۴               |
| ۱۰.                | «واقعیت»                                    | ۴:۲۳               |
| ۱۱.                | «پادشاه دیسکو را برایم بیاور»               | ۷:۴۵               |
| مجموع مدت:         | مجموع مدت:                                  | ۴۹:۲۵              |